# Cnemaspis wynadensis
Cnemaspis wynadensis este o specie de șopârle din genul Cnemaspis, familia Gekkonidae, descrisă de Beddome 1870. Conform Catalogue of Life specia Cnemaspis wynadensis nu are subspecii cunoscute.